# 近畿自然歩道
近畿自然歩道（きんきしぜんほどう）は、大阪府、兵庫県、京都府、奈良県、和歌山県、三重県、滋賀県、鳥取県、福井県の、近畿地方を中心とした2府7県にまたがる総延長3,291kmの長距離自然歩道である。

## 概要
近畿自然歩道は､環境庁（現環境省）の長距離自然歩道構想に基づき、8番目に整備された長距離自然歩道で、2003年（平成15年）に全線が開通した。
コースは日本海から瀬戸内海、太平洋を結び、近畿圏を網目状に網羅している。起点の福井県敦賀市松島町〜終点の兵庫県南あわじ市（旧南淡町）福良鳥取までの間を、246ヶ所の短いコースに区切られて設定されている。
先行して整備された東海自然歩道に指定されている京都府・滋賀県・三重県・奈良県内の一部コースは重複しないように、近畿自然歩道からは除外され、接続するように設定されている。また大阪府内は公式には先行して整備された「おおさか環状自然歩道」に指定され、近隣の府県の近畿自然歩道に接続するよう設定されている。
いくつも点在する関係自然公園のなか通過しており、伊勢志摩国立公園や吉野熊野国立公園、山陰海岸国立公園、瀬戸内海国立公園の4つの日本の国立公園と、若狭湾国定公園、金剛生駒紀泉国定公園、明治の森箕面国定公園、室生赤目青山国定公園、高野龍神国定公園、京都丹波高原国定公園の6つの国定公園を通る。

## 沿革
- 1969年（昭和44年） - 厚生省（現厚生労働省）が長距離自然歩道構想を提唱（のち、1971年に設置された環境庁に所管が変更）。
- 1970年（昭和45年） - 最初の長距離自然歩道である東海自然歩道の整備開始。
- 1991年（平成3年）- 大阪府がおおさか環状自然歩道の整備を開始。
- 1997年（平成9年） - 近畿自然歩道の整備開始。
- 2003年（平成15年） - 近畿自然歩道全線開通。

## コース
- 福井県[3]
  - 若狭湾ルート：敦賀市 - 高浜町
  - 内陸ルート：小浜市 - 若狭町
- 京都府[4]
  - 日本海岸ルート：舞鶴市 - 京丹後市
  - 丹後・大阪ルート：京丹後市
- 兵庫県[5]
  - 日本海沿岸ルート：豊岡市 - 新温泉町
  - 子午線円山川ルート：豊岡市 - 明石市
  - 山陽路ルート：川西市 - 佐用町
  - 淡路島ルート：淡路市 - 南あわじ市

- 三重県[6]
  - 和歌山街道コース：松阪市 - 飯高町
  - 美し国探訪コース：松阪市 - 尾鷲市
  - 自然満喫コース：松阪市 - 大紀町

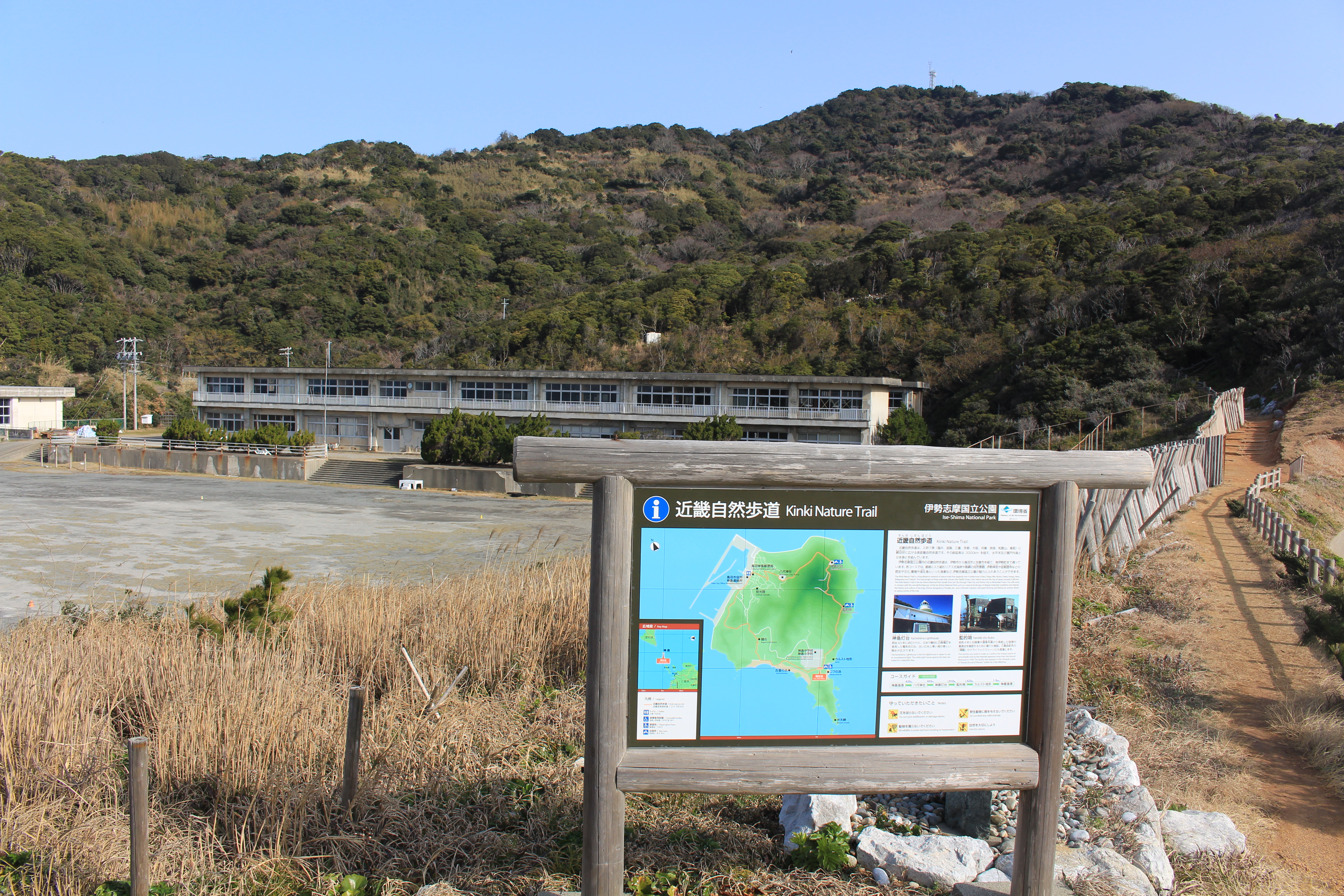
三重県の「美し国探訪コース」内の鳥羽市神島を1周するコース

  - 千年の歴史・熊野古道コース：大紀町 - 熊野市
- 奈良県[7]
  - 紀泉伊勢南街道ふれあいルート：東吉野村 - 天川村
  - 金剛生駒ふれあいルート：生駒市 - 御所市
  - 高野龍神ふれあいルート：五條市
  - 大宇陀ふれあいルート：吉野町 - 桜井市
  - 紀伊熊野路ふれあいルート：十津川村
- 和歌山県[8]
  - 紀泉南伊勢街道ふれあいルート：橋本市 - 和歌山市
  - 紀伊熊野路ふれあいルート：新宮市 - 和歌山市
  - 中辺路ふれあいルート：田辺市 - 那智勝浦町
  - 高野龍神ふれあいルート：橋本市 - 田辺市
- 大阪府
  - 丹後箕面ふれあいルート：能勢町 - 箕面市
  - 金剛生駒ふれあいルート：枚方市 - 千早赤阪村
  - 紀泉南伊勢街道ふれあいルート：河内長野市 - 岬町[9]
- 鳥取県[10]
  - 浦富海岸のみち：岩美町
- 滋賀県
  - くつきの森を訪ねるみち：高島市
  - 鯖街道・花折峠のみち：大津市